# Bund Chilenischer Burschenschaften
Der Bund Chilenischer Burschenschaften (BCB) ist der 1966 gegründete Dachverband der Burschenschaften in Chile.

## Geschichte
1843 begann die organisierte Einwanderung von Deutschen in das südliche und mittlere Chile (siehe auch: Deutsche in Chile). Stärker als andere Einwanderergruppen konservierten die Deutsch-Chilenen ihre Traditionen und führten das typisch deutsche Vereinswesen in ihre neue Heimat ein.
Die Nachfahren deutscher Einwanderer gründeten im Jahre 1896 in Santiago de Chile mit der Burschenschaft Araucania die erste von derzeit fünf Burschenschaften in Chile.
1959 wurde von drei der damals vier chilenischen Burschenschaften der Delegiertenconvent Chilenischer Burschenschaften (DCCB) gegründet. Dieser sollte die Zusammenarbeit der einzelnen Burschenschaften verbessern und außerdem ein geschlossenes Auftreten gegenüber der Deutschen Burschenschaft ermöglichen, welche den chilenischen Burschenschaften ein Freundschafts- und Arbeitsabkommen angeboten hatte.
Der BCB wurde am 30. Mai 1966 aus dem DCCB heraus von den drei Burschenschaften Araucania, Montania und Andinia gegründet. Am 15. Oktober desselben Jahres traten auch die Burschenschaften Ripuaria und Vulkania dem BCB bei.

## Beziehungen nach Deutschland

### Freundschaftsabkommen mit der Deutschen Burschenschaft
Der Bund Chilenischer Burschenschaften unterhält ein Freundschafts- und Arbeitsabkommen mit der Deutschen Burschenschaft (DB). Beide Verbände behalten darin zwar ihre Selbständigkeit, jedoch erhalten die Bünde des jeweils anderen Verbandes auf allen Verbandstagungen Sitz und beratende Stimme.
Der BCB ermöglicht jährlich über ein von der DB ausgeschriebenes Stipendium einem Mitglied einer Burschenschaft der DB den Aufenthalt in Chile („Chilestipendium“). Die DB stiftet im Gegenzug jährlich ein Stipendium des BCB für einen chilenischen Burschenschafter in der Bundesrepublik Deutschland oder in Österreich („Deutschlandstipendium“).

### Mensur
Die Burschenschaften des BCB tragen untereinander keine Mensuren aus, weil die rechtliche Situation der Mensur in Chile nicht geklärt ist. Die Inhaber eines Deutschlandstipendiums stellen jedoch während ihres Aufenthaltes in Deutschland Partien unter Waffenschutz.

## Mitglieder

Das Wappen der Burschenschaft Araucania

Derzeit gehören dem BCB alle fünf Burschenschaften in Chile an:
- Burschenschaft Araucania (Santiago de Chile), gegründet 1896
- Burschenschaft Montania (Concepción), gegründet 1924
- Burschenschaft Andinia (Santiago de Chile), gegründet 1926
- Burschenschaft Ripuaria (Valparaíso), gegründet 1949
- Burschenschaft Vulkania (Valdivia), gegründet 1962

## Publikationen
In unregelmäßigen Abständen brachte der BCB die Zeitschrift Vita Nostra (Unser Leben) heraus.
Sie erscheint seit 2012 unter dem neuen Titel Heute ist Heut.